# Ambrosius von Oelde

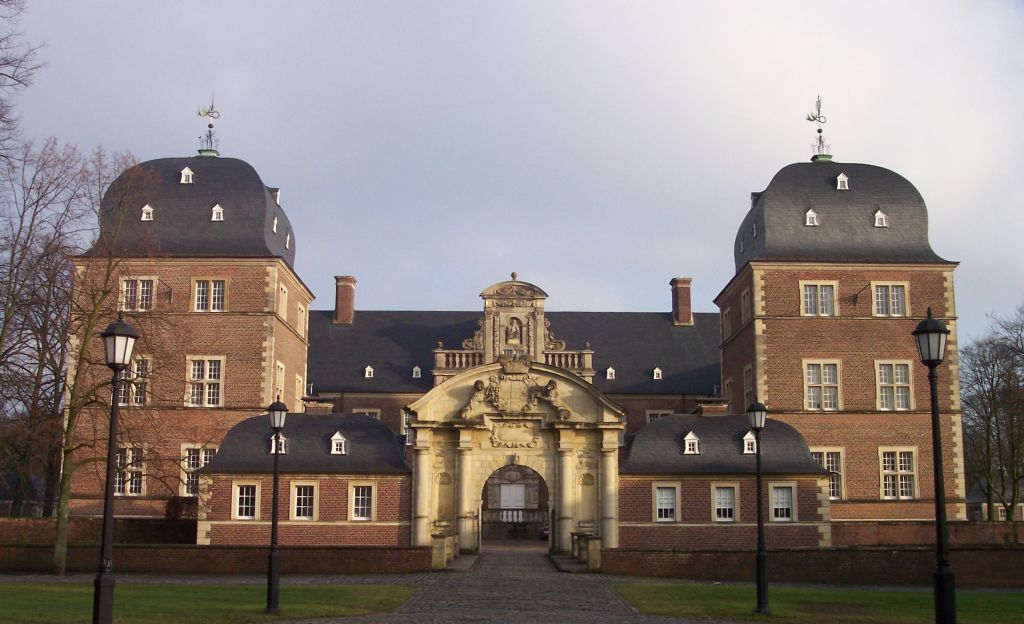
Schloss Ahaus

Ambrosius von Oelde (* etwa 1630/1640; † 1705 in Werne) war ein deutscher Kapuziner und Architekt. Er war ein führender Gestalter barocker Bauwerke in den Hochstiften Münster und Paderborn sowie im Herzogtum Westfalen.

## Leben
Ambrosius von Oelde war Kapuzinerbruder. Ausgebildet wurde er vermutlich in Flandern. Er lebte in den Kapuzinerklöstern Brakel, Coesfeld, Münster, Paderborn, Rüthen/Möhne und Werne an der Lippe. Als Baumeister war er für verschiedene Fürsten Westfalens tätig, zum Beispiel Bischof Hermann Werner v. Wolff-Metternicht zur Gracht, dessen Bruder, Ignaz Wilhelm von Wolff-Metternicht zur Gracht, Domkanonikus Matthias von der Recke, Domkanonikus Werner von Oeynhausen, Dompropst Johann Adolf. v. Fürstenberg, Domdechant Ferdinand Christian von Plettenberg, Deutsch-Ordenskomtur Friedrich-Wilhelm v. Fürstenberg und Bischof Ferdinand von Fürstenberg. Ab 1685 ist Ambrosius als Dombaumeister in Paderborn nachweisbar. Von Oeldes Tochter Elisabeth heiratete den Baumeister Nikolaus Wurmstich aus Lippstadt.

## Werk
Ambrosius von Oelde arbeitete im Auftrag westfälischer Fürstbischöfe, so für den Fürstbischof von Paderborn Hermann Werner von Wolff-Metternich zur Gracht. Er war für diesen an der Domkurie und den Domkapellen tätig und baute die Klosterkirche St. Michael in Paderborn. Das Schloss und die Kirche in Wehrden (Weser) baute er um. Neu erbaut wurden für den Fürstbischof das Schloss Bisperode und das Schloss Löwendorf. Er arbeitete auch für den Fürstbischof von Münster Friedrich Christian von Plettenberg. So erbaute er in Münster die Domkurie und mit dem Schloss Ahaus auch einen der ersten dreiflügligen Schlossbauten in Deutschland. Für dessen Schwester Ida Maria von Beverfoerde baute er Schloss Oberwerries. 1683 errichtete er die barocke Klosterkirche des Kapuzinerklosters Rüthen und für das Kloster Corvey ab 1699 das riesige neue Konventgebäude.
Für die Zeit bis 1700 werden Ambrosius etwa 50 Bauwerke zugewiesen, bei weiteren bestehen Mutmaßungen. Insgesamt gibt es 26 archivalisch gesicherte Werke und weitere 22 zugeschriebene, während bei 16 Zweifel bestehen. Zu den gesicherten Bauten gehören:
1. Anlage eines Klostergartens, 1669
2. Kapuzinerkloster und Konventsgebäude in Werne, 1671
3. Kapuzinerkloster und Konventsgebäude in Kaiserswerth, 1674
4. Kapuzinerkloster und Konventsgebäude in Paderborn, 1675
5. Kapuzinerkloster und Konventsgebäude in Rüthen, 1675
6. Domdechanei in Paderborn, 1676
7. Deutschordensritterkommende in Mülheim, ab 1677
8. Kapuzinerkirche in Werne, 1677
9. Kapuzinerkloster und Konventsgebäude in Kleve, 1677
10. Kapuzinerkirche in Paderborn, 1681–1683
11. Vorburg von Schloss Herdringen, 1681–1684
12. Domkurie für Friedrich Christian von Plettenberg in Münster, 1681
13. Kapuzinerkirche in Rüthen, 1683–1687
14. Vorburg und Umbauten von Schloss Gracht in Liblar, 1683–1698
15. Umbauten, Renovierungen und Barockisierungen im Paderborner Dom, ab 1685
16. Lusthaus im Schlossgarten zu Herdringen, 1686
17. Domkapitularisches Amtshaus in Bredenborn, 1688
18. Schloss Ahaus, 1688–1698
19. Pfarrkirche in Eggerode (Gutachten über Bauschäden), 1690
20. Michaelskloster und Konventsgebäude in Paderborn, 1691–1692
21. Schloss, Vorburg und Umbauten in Velen, 1692
22. Klosterkirche St. Michael in Paderborn, 1694–1698
23. Vorburg der Residenz Sassenberg, ab 1695
24. Schloss Bisperode, 1695–1703
25. Schloss Wehrden (Kr. Höxter), 1696–1699
26. Schloss Löwendorf (Löwendorf, Kr. Höxter), 1699–1701

Zugeschrieben wird Ambrosius von Oelde unter anderem Schloss Eringerfeld in Geseke. Es wird vermutet, dass der Baumeister auch mit der Planung der Adolfsburg betraut war.

## Stil
Aus Flandern brachte er nach Westfalen eine bislang in dieser Region unbekannte Freude an schmückender Dekoration mit. Trotz unterschiedlicher Funktion sind die Fassaden von Schloss Ahaus und der Klosterkirche St. Michael fast gleich. Die barock gestalteten Kapellen im Dom von Paderborn und ein Rankenaltar in der Kirche in Hoinkhausen zeigen den Ideenreichtum von Ambrosius von Oelde. Sein Stil zeigt somit flämische Einflüsse, ein Aufenthalt in den Niederlanden ist allerdings nicht nachzuweisen, aber der Kontakt mit den aus der Rubensschule stammenden Anton und Ludwig Willensens, die am Paderborner Dom tätig waren, ist aus stilistischen Gründen anzunehmen. Ambrosius fördert mit Bauten wie der Michaeliskirche in Paderborn und Schloss Ahaus in Westfalen die Verbreitung des aus den Niederlanden stammenden wechselnden Gebrauchs von gehauenem Stein für die Architekturglieder und Backstein für die Wandflächen (wie Antonius Hülse mit seinem Bau der Coesfelder Jesuitenkirche), womit er die Kunst von Johann Conrad Schlaun entscheidend vorbereitet. Sein Stil verbindet, wie oben angedeutet, flämische Schmuckfreude in der Dekoration (z. B. Fruchtgehänge) mit tektonischer Klarheit. Bei seinen Schlossbauten (auch mit verputztem Mauerwerk) zeigt sich die Tradition westfälischer Wasserburgen mit Prinzipien barocker Schloßbaukunst Frankreichs vereint. Trotz vieler Einflüsse bewahrt Ambrosius seine Eigenart und prägt einen eigenen Stil. Er gehört neben dem Jesuitenlaienbruder Antonius Hülse, Vater und Sohn Pictorius, Lambert Friedrich Corvey und Johann Conrad Schlaun zu den bedeutenden Architekten des westfälischen Barock.